# Mompha quadrilobella
Mompha quadrilobella é uma espécie de mariposa do gênero Mompha pertencente à família Coleophoridae.